# Estadio Tatran
El Estadio Tatran (en eslovaco: Štadión Tatran Prešov) es un estadio de fútbol ubicado en la ciudad de Presov en Eslovaquia. El estadio fue inaugurado en 1907 y en él disputa sus partidos como local el club 1. FC Tatran Prešov, de la Superliga de Eslovaquia. El estadio, tras ser completamente reconstruido entre 2023 y 2025 fue renombrado Futbal Tatran Aréna, posee una capacidad para 6.500 espectadores.

## Historia
Aunque sus primeros partidos de fútbol se hayan jugado en 1899, fue hasta 1907 que el estadio fue inaugurado, inicialmente con capacidad para 400 espectadores. Durante un bombardeo en la Segunda Guerra Mundial, el estadio se dañó y se quemó. Entre 1945 y 1947 se construyeron nuevas tribunas y su capacidad aumentó a 4500 espectadores. En 1994 su capacidad aumentó a 7900, y más tarde a 14000. Pero las renovaciones de 2009 hicieron que su capacidad disminuyera a 5,410.
Iniciando en 2017 el estadio tuvo una reconstrucción total que aumentó su capacidad a 6,500 espectadores. El costo de la reconstrucción fue de €21 millones. La Slovak Football Association donó €2.4 millones, Sports Fund aportó €4.8 millones y la ciudad de Prešov junto al Prešovský samosprávny kraj aportaron €7.4 millones.
En enero de 2023 la UEFA adjudicó a Eslovaquia la realización de la Eurocopa Sub-21 de 2025, el estadio de Prešov es uno de los ocho elegidos para albergar el torneo.

## Imágenes

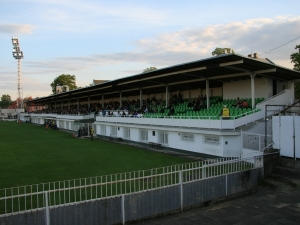
Tribuna del antiguo estadio
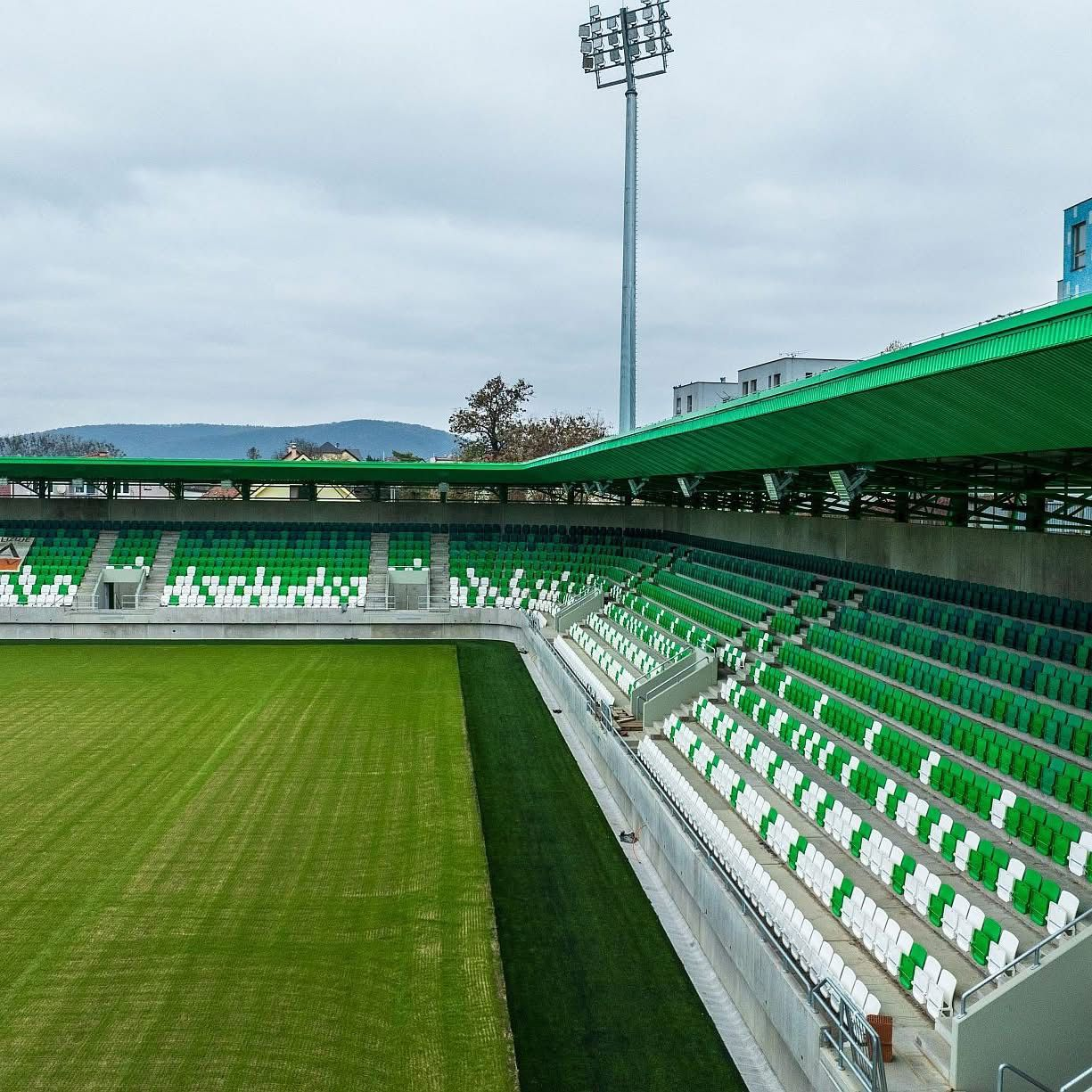
Tribuna del nuevo estadio

## Partidos internacionales
El Estadio Tatran ha sido sede de un partido amistoso de Eslovaquia:
| 14 de mayo de 2002 | Eslovaquia                                | 4–1     | Uzbekistán   | Štadión Tatran, Prešov, Eslovaquia                |                                                   |
|                    | - Gresko 5' - Kozlej 47' 79' - Mintal 85' | Reporte | Tadjiyev 48' | Asistencia: 3,850 espectadores Árbitro(s): Albeth | Asistencia: 3,850 espectadores Árbitro(s): Albeth |